# سایمون مور (نویسنده)
سایمون مور (به انگلیسی: Simon Moore) فیلمنامه‌نویس، کارگردان و نمایشنامه‌نویس بریتانیایی است. او بیشتر به عنوان نویسنده برای مینی سریال شش قسمتی قاچاق در سال ۱۹۸۹ که در مورد تجارت غیرقانونی مواد مخدر است و فیلم آمریکایی به همین نام قاچاق (فیلم ۲۰۰۰) شناخته می‌شود. همچنین مور برای فیلمنامه سفرهای گالیور (مینی‌سریال) برنده جوایز امی ساعات پربیننده در نویسندگی برای بخش مینی‌سریال شد.

## گزیده فیلم‌شناسی
- تحت سوءظن (۱۹۹۱-نویسنده و کارگردان)
- سریع و مرده (۱۹۹۵-نویسنده)